# Gilbert MacLean
Gilbert MacLean († vor 9. November 1327) war ein schottischer Geistlicher. Ab spätestens 1324 war er Bischof von Sodor und Man.
Gilbert stammte aus dem südwestschottischen Galloway. Nach dem Tod von Bischof Alan of Galloway im Februar 1321 verzögerte sich die Wahl eines neuen Bischofs, obwohl der schottische König Robert I. auf die Wahl seines Unterstützers Gilbert drängte. Wann genau Gilbert schließlich gewählt wurde, ist nicht bekannt. Da die Diözese Sodor und Man den norwegischen Erzbischöfen von Nidaros unterstellt war, wurde er von Erzbischof Eilulf zum Bischof geweiht. Gilbert bezeugte am 20. Dezember 1324 erstmals eine Urkunde des schottischen Königs Robert I., als dieser die Isle of Man an Thomas Randolph, 1. Earl of Moray vergab. Letztmals bezeugte er im Juli 1326 in Cambuskenneth eine Urkunde des Königs. Nach seinem Tod vor November 1327 wurde er nicht in der Kathedrale St German auf der St. Patrick’s Isle vor der Isle of Man, sondern wie sein Vorgänger in der St Mary's Church in Rothesay auf der Isle of Bute beigesetzt.